# Stephan Stroux
Stephan Stroux (* 1945 in Bad Peterstal) ist ein deutscher Schauspieler und Regisseur.

## Leben
Er ist der Sohn von Eva und Karl-Heinz Stroux und Bruder des Theaterregisseurs und Schauspielers Thomas Stroux. Stephan Stroux lebt in der Nähe von Berlin.
Von 1964 bis 1966 studierte er Regie und Schauspiel am Max Reinhardt Seminar in Wien. Zwischen 1966 und 1980 war er als Schauspieler, Übersetzer und Regisseur an über 60 Inszenierungen an deutschsprachigen Theatern in Deutschland und der Schweiz beteiligt. Im TV war er u. a. in der Folge Besuch bei Alberti (1971) der Kult-Serie Der Kommissar sowie in Die seltsamen Begegnungen des Prof. Tarantoga (1978) als Gelehrter zu sehen. Von 1976 bis 1978 war er Direktor des Schauspiels Kiel. Seit 1980 inszeniert er in verschiedenen Sprachen im europäischen Ausland und Übersee.

## Produktionen von und mit Stephan Stroux (Auswahl)
- 2016 „unfinished palace, moving people, floating borders / european songlines“ für „Culture Capital of Europe Wroclaw 2016“- Kulturhauptstadt Europas Wroclaw 2016[2]
- 2015 „slade ludzi“ -„tracos dos homanos“ Brasilianisch-Polnisches Photo – und Film Projekt /Krakow International Cultur Center – Ausstellungs- und Installationsprojekt
- 2013 europa oculta 1b – 08. bis 22. Juni „Pamięć Pracy“/ „Erinnerung an Arbeit“, eine dramatische Installation über Geschichte und Gegenwart von Arbeit/ Oberschlesien in der Walcownia Cynku, Szopienice/ Katowice/ Polen
- 2012 europa oculta 1 – 16. Mai bis 30. Juni „Erinnerung an Arbeit“/ „Pamięć Pracy“, eine dramatische Installation über Geschichte und Gegenwart von Arbeit mit 20 deutschen und polnischen Künstlern auf „Welterbe Zollverein“/ Essen – eine multimediale Komposition aus Film/ Foto/ Skulptur/ Installation und „Union der festen Hand“[3]